# Cherpunkal
Cherpunkal (Malayalam ചേർപ്പുങ്കൽ) ist ein Dorf im Distrikt Kottayam im indischen Bundesstaat Kerala. Der Ort ist vor allem für seine Heiligkreuzkirche bekannt, die vom Apostel Thomas persönlich gestiftet worden sein soll. Der Name des Ortes Cherpunkal leitet sich von „cherupu“ (Malayalam ചെരുപ്പ്, „Schuh“) ab. Der Überlieferung nach hatte der Apostel Thomas seine Sandalen in einem Seitenarm des Flusses Meenachil gelassen. Die Kirche ist ein Pilgerzentrum für die Thomaschristen in Kerala. Kirche und Gemeinde gehören zur Eparchie Palai der Syro-malabarischen Kirche. Die Mar Sleeva Medicity ist ein Krankenhaus in Cherpunkal.